# Harald Buchinger
Harald Buchinger (* 2. August 1969 in Wien) ist ein katholischer Theologe und Professor für Liturgiewissenschaft an der Universität Regensburg.

## Leben
Harald Buchinger besuchte das öffentliche Schottengymnasium der Benediktiner in Wien. Nach seiner Reifeprüfung studierte er an der Universität Wien katholische Theologie. Im Studienjahr 1990/91 nahm er am Ökumenischen Studienjahr Jerusalem Dormition Abbey teil. Nach seiner Diplomprüfung 1995 wurde Buchinger Assistent am Institut für Liturgiewissenschaft in Wien bei Hansjörg Auf der Maur, nach dessen Tod war er von 2001 bis 2004 stellvertretender Vorstand des Instituts; 2004–2007 folgte ein durch den FWF geförderter Forschungs‑ und Studienaufenthalt in Rom.
2002 wurde Harald Buchinger mit einer Dissertation über das Pascha bei Origenes sub auspiciis praesidentis rei publicae zum Dr. theol. promoviert. 2006 habilitierte sich Buchinger an der Universität Wien und ein Jahr darauf wurde er außerordentlicher Universitätsprofessor für Liturgiewissenschaft und Sakramententheologie an der dortigen Universität.
2008 folgte die Berufung an die Universität Regensburg, wo er als Professor für Liturgiewissenschaft lehrt und forscht. 2012 bis 2013 war er Senior Research Fellow am Yale Institute of Sacred Music, Visiting Professor an der Yale University (Yale Institute of Sacred Music und Yale Divinity School) und Guest Fellow des Trumbull College. Als Gastdozent lehrte Buchinger außerdem u. a. in Jerusalem, Leuven, Klausenburg, Köln, Groningen, Innsbruck und Lemberg. 2015 wurde die W2-Professur zum Lehrstuhl (W3) für Liturgiewissenschaft erhoben. 2013–2015, 2020–2021 und 2022–2023 war er Dekan der Fakultät für katholische Theologie der Universität Regensburg. 2023 wurde er zum President Elect der Societas Liturgica gewählt (Amtszeit als Präsident 2025–2027). 
Harald Buchinger ist auch in der Erwachsenenbildung als Vortragender und Berater tätig, wofür er zum Ehrenmitglied der Freunde der Theologischen Kurse in Wien ernannt wurde.

## Forschungsschwerpunkte
Zu Buchingers wissenschaftlichen Schwerpunkten zählt u. a. die Liturgie in der Patristik. Neben seinen Forschungen zum Werk von Origenes untersucht er die Jerusalemer Liturgie und ihren Einfluss in Ost und West. Weitere Beschäftigungsfelder sind die Liturgie des Osterfestkreises, die Rezeption der Bibel, insbesondere des Psalters, in der christlichen Liturgie und Theologie sowie die Kirchenmusik, speziell die Gregorianik.
Buchinger verfügt über eine kirchenmusikalische Ausbildung (C‑ und B-Prüfung aus katholischer Kirchenmusik) und pflegt das Studium klassischer und orientalischer Quellensprachen als Basis einer riten‑ und religionsübergreifenden Erforschung der Liturgie.
Buchinger ist Mitantragsteller und Mitglied des DFG-Graduiertenkollegs 2337 „Metropolität in der Vormoderne“ sowie der DFG-Kolleg-Forschergruppe / Centre for Advanced Studies 2770 „Jenseits des Kanons: Heterotopien religiöser Autorität im spätantiken Christentum“. Seit 2017 ist er Direktor des Institutum Liturgicum Ratisbonense – des liturgiewissenschaftlichen Instituts des Bistums Regensburg.

## Schriften (Auswahl)
- Pascha bei Origenes. (= Innsbrucker theologische Studien 64), 2 Bände, Tyrolia, Innsbruck 2005, ISBN 3-7022-2542-0.
- Gregor der Große und die abendländische Liturgiegeschichte: Schlüssel- oder Identifikationsfigur? In: I. Verbényi (Hrsg.): Psallite sapienter. Festschrift zum 80. Geburtstag von Georg Béres. Szent István Társulat, Budapest 2008, S. 113–154.
- Die Johannes-Apokalypse im christlichen Gottesdienst: Sondierungen in Liturgie und Ikonographie. In: J. Verheyden, T. Nicklas, A. Merkt (Hgg.): Ancient Christian Interpretations of „Violent Texts“ in the Apocalypse. (= Novum Testamentum et Orbis Antiquus 92) Vandenhoeck & Ruprecht, Göttingen 2011, S. 216–266.
- Heilige Zeiten? Christliche Feste zwischen Mimesis und Anamnesis. Am Beispiel der Jerusalemer Liturgie. In: P. Gemeinhardt, K. Heyden (Hgg.): Communio Sanctorum: Heilige, Heiliges und Heiligkeit in spätantiken Religionskulturen. (= Religionsgeschichtliche Versuche und Vorarbeiten 61) de Gruyter, Berlin 2012, S. 283–323.
- Pascha. In: Reallexikon für Antike und Christentum 26 Lfg. 208 (2014), S. 1033–1077.
- Liturgy and Early Christian Apocrypha. In: A. Gregory / C. Tuckett (Hgg.): The Oxford Handbook of Early Christian Apocrypha, Oxford University Press, Oxford 2015, S. 361–377.
- Psalm (liturgisch), in: Reallexikon für Antike und Christentum 28, Lfg. 220/221 (2017) 459–496.
- Liturgy and Topography in Late Antique Jerusalem. In: K. Heyden / M. Lissek (Hgg.): Jerusalem II. Jerusalem in Roman-Byzantine Times. (= Civitatum Orbis Mediterranei Studia), Mohr, Tübingen 2021, S. 117–188.
- Hansjörg auf der Maur. In: Biographisch-Bibliographisches Kirchenlexikon (BBKL). Band 23, Bautz, Nordhausen 2004, ISBN 3-88309-155-3, Sp. 31–35 (Artikel/Artikelanfang im Internet-Archive).

Herausgabe von Sammelbänden:
- gem. mit D. Hiley und S. Reichert unter Mitarbeit von Florian Würsch: Prozessionen und ihre Gesänge in der mittelalterlichen Stadt. Gestalt – Hermeneutik – Repräsentation. (= Forum Mittelalter-Studien 13) Schnell & Steiner, Regensburg 2017, ISBN 978-3-7954-3221-8.
- gem. mit S. Reichert unter Mitarbeit von Armin Martin Hofbauer und Florian Würsch: Gottesdienst in Regensburger Institutionen. Zur Vielfalt liturgischer Traditionen in der Vormoderne. (= Forum Mittelalter-Studien 18), Schnell & Steiner, Regensburg 2021, ISBN 978-3-7954-3629-2.
- gem. mit C. Leonhard unter Mitarbeit von A. Ackermann: Liturgical Reception of the Bible: Dimensions and Perspectives of Interdisciplinary Research / Liturgische Bibelrezeption: Dimensionen und Perspektiven interdisziplinärer Forschung. (= Forschungen zur Kirchen- und Dogmengeschichte 108), Göttingen: Vandenhoeck & Ruprecht 2022, ISBN 978-3-525-56729-6.
- gem. mit D. Hiley und K. Schiltz unter Mitarbeit von Franziska Weigert: St. Emmeram: Liturgie und Musik vom Mittelalter bis zur Frühen Neuzeit. (= Forum Mittelalter-Studien 19), Regensburg, Schnell & Steiner 2023, ISBN 978-3-7954-3721-3.
- gem. mit B. Kranemann und A. Zerfaß: „Werk des Volkes“? Gelebte Religiosität als Thema der Liturgiewissenschaft. (= Quaestiones Disputatae 324), Freiburg, Herder 2023, ISBN 978-3-451-02324-8.
- gem. mit A. Irving unter Mitarbeit von A. Ackermann: On the Typology of Liturgical Books from the Western Middle Ages / Zur Typologie liturgischer Bücher des westlichen Mittelalters. (= Liturgiewissenschaftliche Quellen und Forschungen 115), Münster, Aschendorff, 2023, ISBN 978-3-402-11292-2.